# Kevelaer-Marathon
Der Kevelaer-Marathon (bis 2007 Honigkuchenmann-Marathon) war ein Marathon, der seit 2003 Anfang Januar in Kevelaer stattfand. Er wurde von der LLG Laufsport Kevelaer veranstaltet und fand auf einer siebenmal zu durchlaufenden 6-km-Runde statt, welcher sich ein Zieleinlauf von 195 m anschloss.

## Organisation
Den Namen hatte der Marathon vom Honigkuchen, der jedem Finisher bis 2007 überreicht wurde.
Bis zum Jahr 2012 bestand ein Teilnehmerlimit von 400 Läufern; der Lauf war in der Regel mehrere Monate im Voraus ausgebucht. Seit 2013 fand die Veranstaltung nicht mehr in der Schravelschen Heide, sondern im Kevelaerer Ortsteil Twisteden statt, das Teilnehmerlimit entfiel damit.
Am 6. Januar 2019 wurde der Marathon zum 17. Mal ausgetragen; der Schotte Nikki Johnstone konnte seinen eigenen, im Vorjahr aufgestellten Streckenrekord um mehr als sechs Minuten verbessern. Bei den Damen unterbot Dioni Gorla ebenfalls den bestehenden Streckenrekord aus dem Jahr 2016 um mehr als vier Minuten.
Kurz nach der Ausrichtung 2019 verkündete die LLG Laufsport Kevelaer auf ihrer Webseite das Ende der Veranstaltung, da eine stabile Organisation inklusive Vor- und Nachbereitung mit der schwindenden Zahl an Vereinsmitgliedern nicht mehr gewährleistet werden konnte.

## Statistik

### Streckenrekorde
- Männer: 2:24:18  Nikki Johnstone, 2019
- Frauen: 2:53:20  Dioni Gorla, 2019

### Siegerliste
| Jahr | Männer                | Zeit (h) | Frauen                        | Zeit (h) |
| ---- | --------------------- | -------- | ----------------------------- | -------- |
| 2019 | Nikki Johnstone -2-   | 2:24:18  | Dioni Gorla                   | 2:53:20  |
| 2018 | Nikki Johnstone       | 2:31:53  | Carolin Joeken                | 3:00:46  |
| 2017 | Maarten Haegens       | 2:36:50  | Birgit Schönherr-Hölscher     | 3:10:55  |
| 2016 | Bernd Diekmann        | 2:53:41  | Eva Offermann -2-             | 2:57:59  |
| 2015 | Maciek Miereczko      | 2:36:41  | Anke Lehmann -2-              | 3:14:48  |
| 2014 | Alexander Ockl        | 2:44:08  | Eva Offermann                 | 3:05:33  |
| 2013 | Benedikt Strätling    | 2:46:12  | Anke Lehmann                  | 3:15:21  |
| 2012 | Marc-André Ocklenburg | 2:44:44  | Mariëtte Ten Bokkel-Ammerlaan | 3:17:02  |
| 2011 | Robert Wilms          | 2:53:08  | Mareen Hufe                   | 3:18:42  |
| 2010 | Michael Kaiser -2-    | 2:57:49  | Kirsten Sonnenschein          | 3:29:50  |
| 2009 | Michael Kaiser        | 2:51:01  | Maria Hendricks -2-           | 3:16:28  |
| 2008 | Theo Aymanns          | 2:38:43  | Maria Hendricks               | 3:19:35  |
| 2007 | Franz-Josef Lürken    | 2:47:05  | Erika Schoofs                 | 3:12:32  |
| 2006 | Oliver Kenter         | 2:46:36  | Kirsten van der Zwaag         | 3:18:19  |
| 2005 | Rainer Koch           | 2:44:44  | Annette Neinhüs-Janssen -3-   | 3:16:21  |
| 2004 | Thorsten Domeyer      | 2:44:31  | Annette Neinhüs-Janssen -2-   | 3:15:20  |
| 2003 | Klaus Lütgenhorst     | 2:37:47  | Annette Neinhüs-Janssen       | 3:04:32  |